# Ljungby Idrottsförening
O Ljungby Idrottsförening, ou simplesmente Ljungby IF, é um clube de futebol da Suécia fundado em 1 de abril de 1914. Sua sede fica localizada em Ljungby.